# バスター・ジャングル作戦

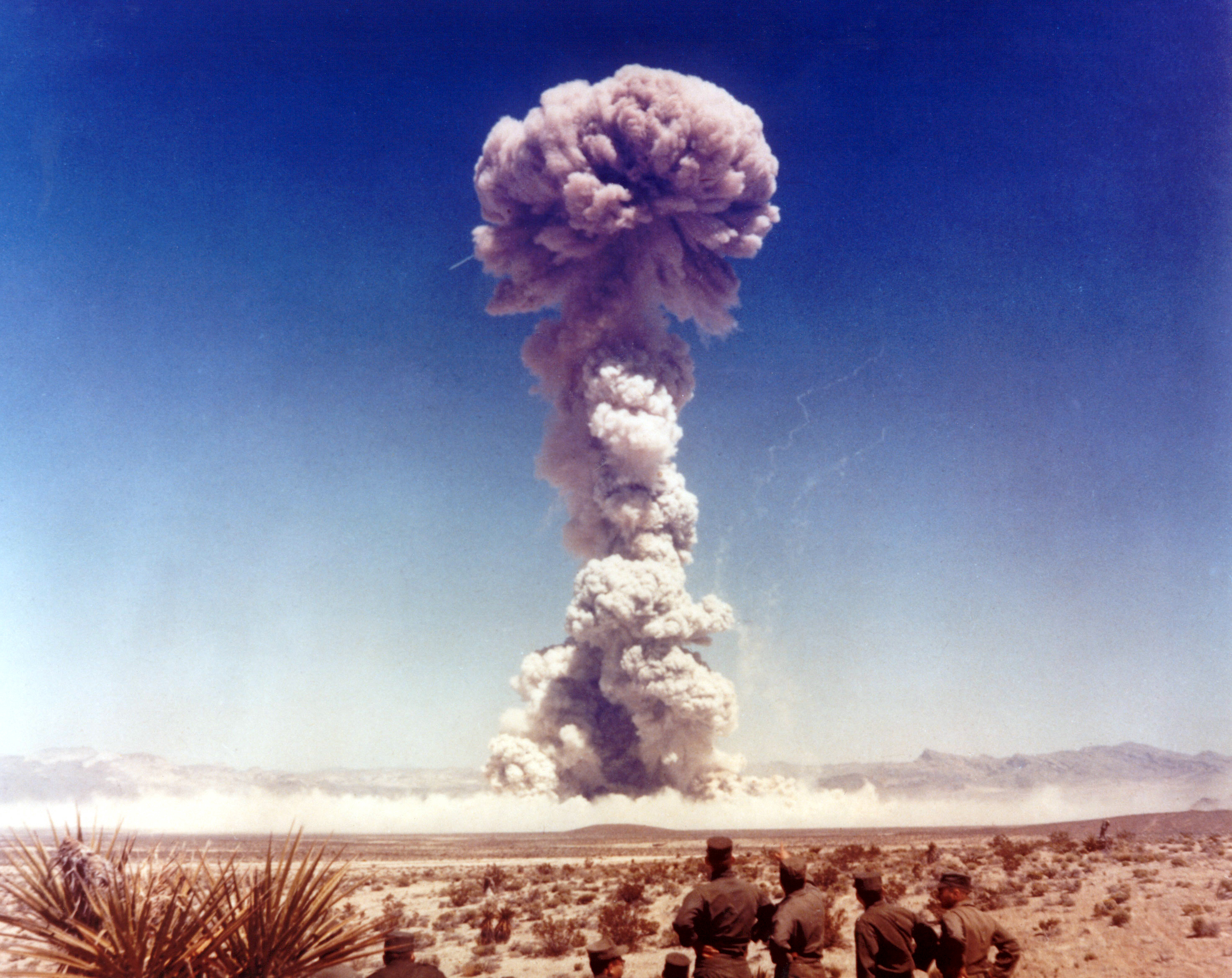
バスター・ジャングル作戦ドッグ核実験

バスター・ジャングル作戦は、1951年にアメリカ合衆国がネバダ核実験場で実施した核実験であり、合わせて7回(6回が大気中、1回が地下)の実験が行われた。本作戦は、アメリカ国防総省とロスアラモス国立研究所が初めて合同で実施した実験であった。6,500人の兵士が動員された（参加した兵士は被爆した）”デザート・ロックI、II、そしてIII”演習が実験と連動して行われた。最終2回の実験では、低核出力の爆弾による地面掘削の評価が行われた。本作戦はグリーンハウス作戦に続くものであり、本作戦の後にはタンブラー・スナッパー作戦が実施された。
| 実験名               | 実施日 (GMT)        | 実施場所                | 核出力      | 備考                                      |
| -------------------- | ------------------- | ----------------------- | ----------- | ----------------------------------------- |
| エイブル (Able)      | 1951年10月22日14:00 | ネバダ核実験場 エリア7  | 失敗        | 塔上(30m)での爆発。不完全核爆発となった。 |
| ベイカー (Baker)     | 1951年10月28日15:20 | ネバダ核実験場 エリア7  | 3.5キロトン | B-50 爆撃機からの空中投下(地上340mで爆発) |
| チャーリー (Charlie) | 1951年10月30日15:00 | ネバダ核実験場 エリア7  | 14キロトン  | B-50 爆撃機からの空中投下(地上345mで爆発) |
| ドッグ (Dog)         | 1951年11月1日15:30  | ネバダ核実験場 エリア7  | 21キロトン  | B-50 爆撃機からの空中投下(地上431mで爆発) |
| イージー (Easy)      | 1951年11月5日16:30  | ネバダ核実験場 エリア7  | 31キロトン  | B-45爆撃機からの空中投下(地上400mで爆発)  |
| シュガー (Sugar)     | 1951年11月19日17:00 | ネバダ核実験場 エリア9  | 1.2キロトン | 地上1mでの爆発                            |
| アンクル (Uncle)     | 1951年11月29日19:59 | ネバダ核実験場 エリア10 | 1.2キロトン | 地下5mでの爆発                            |

## ギャラリー

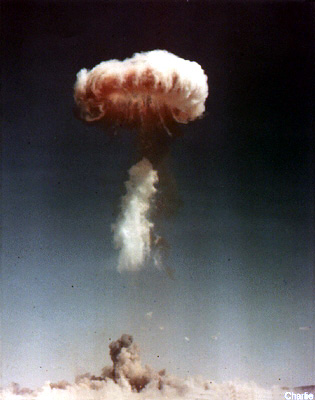
チャーリー実験
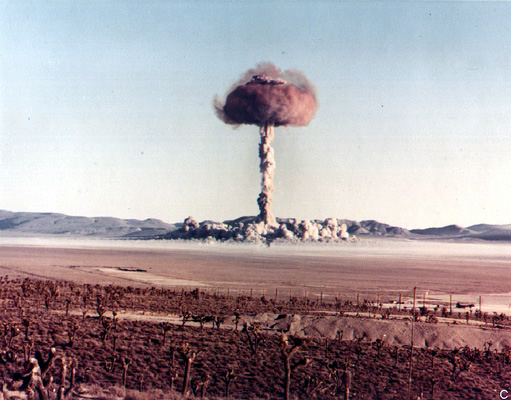
チャーリー実験
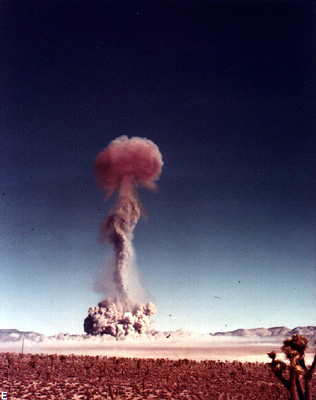
イージー実験
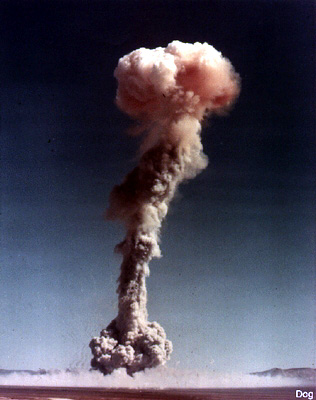
ドッグ実験
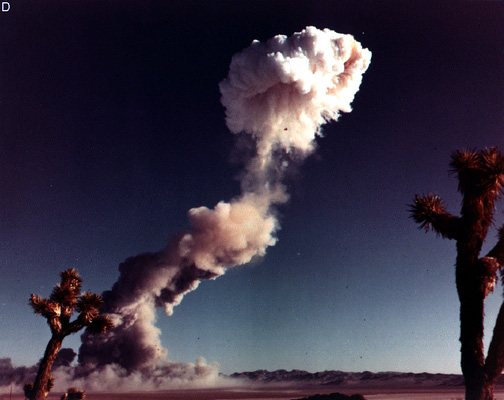
ドッグ実験
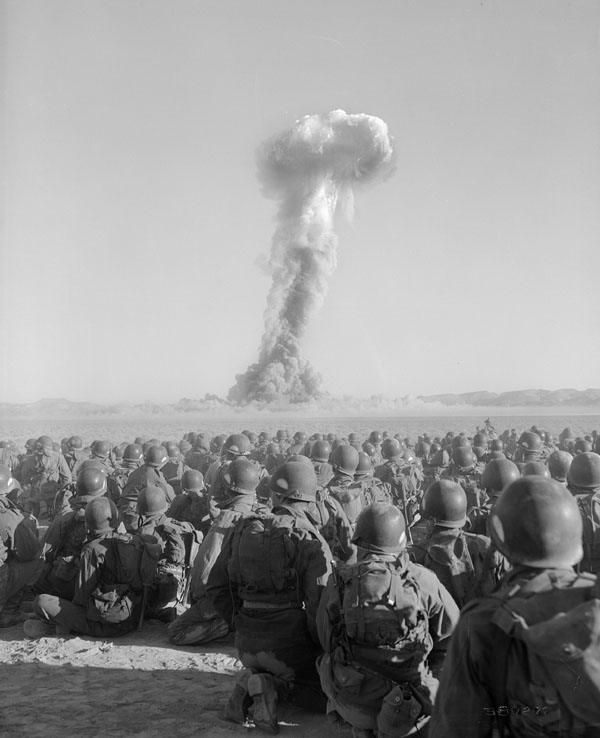
デザートロック演習のため、ドッグ実験の核爆発を見守る兵士達
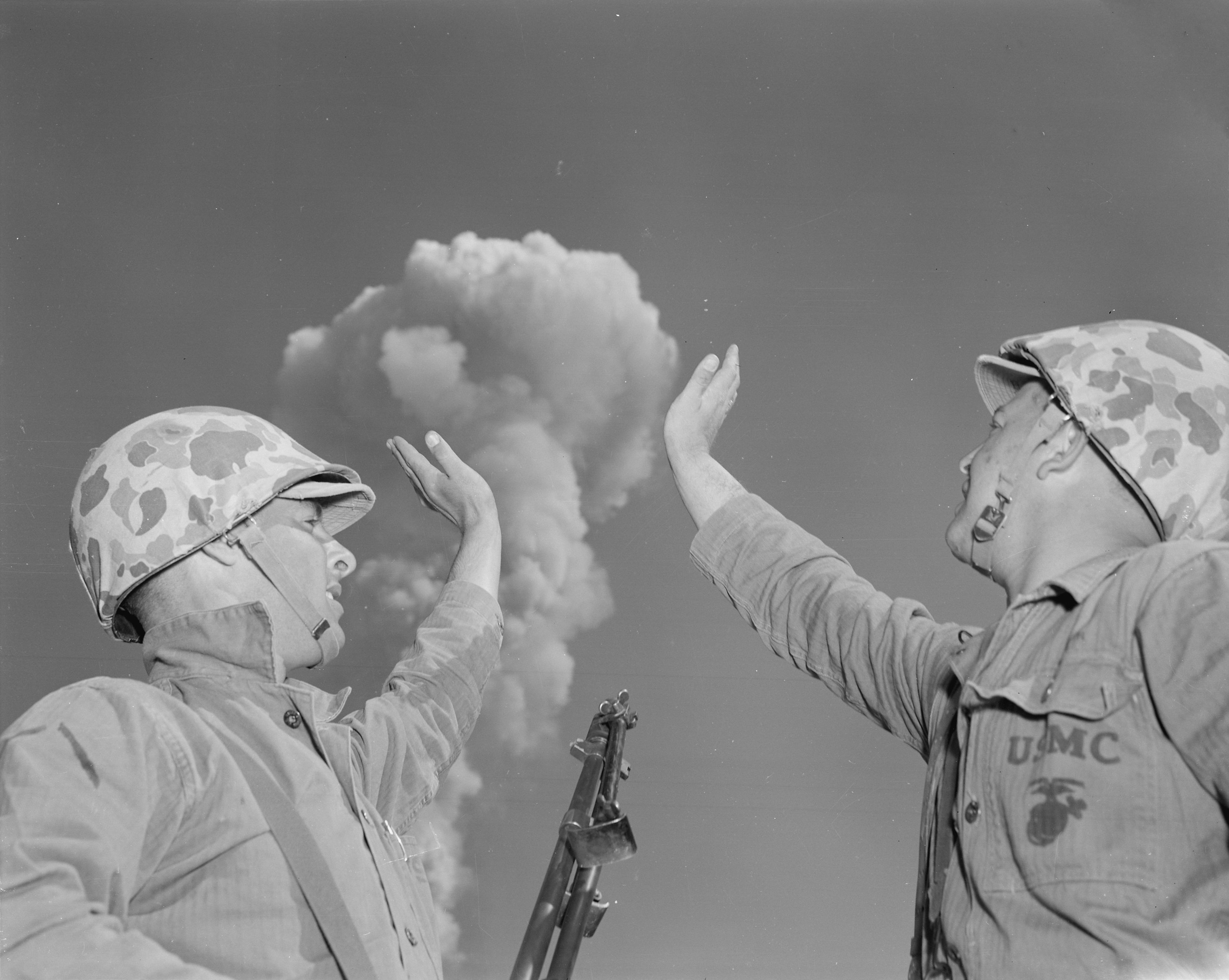
核爆発で発生したキノコ雲に触るまねをする兵士